# Jagdgeschwader 109
A Jagdgeschwader 109 foi uma asa de treino de pilotagem de caças da Luftwaffe, durante a Alemanha Nazi. Foi formada no dia 13 de abril de 1944 em Stolp-Reitz a partir de partes do I./JG 105. Em outubro de 1944, a unidade foi dissolvida para formar o II./JG 103.

## Comandante
- Maj Walter Kienzle, Maio de 44 - 15 de outubro de 1944[2]